# چیمی مک گوایر
چیمی مک گوایر (انگلیسی: Jamie McGuire؛ زادهٔ ۶ نوامبر ۱۹۷۸) نویسنده اهل ایالات متحده آمریکا است.